# リヴィゾンドリ
リヴィゾンドリ（イタリア語: Rivisondoli）は、イタリア共和国アブルッツォ州ラクイラ県にある、人口約700人の基礎自治体（コムーネ）。

## 地理

### 位置・広がり

#### 隣接コムーネ
隣接するコムーネは以下の通り。
- バッレーア
- カステル・ディ・サングロ
- ペスココスタンツォ
- ロッカ・ピーア
- ロッカラーゾ
- スカンノ